# Gott segne Sachsenland
Gott segne Sachsenland (Boże pobłogosław Saksonię) – hymn Królestwa Saksonii, jego melodia pochodzi z hymnu Wielkiej Brytanii. Hymn posiada dwie wersje tekstu, autorem pierwszej wersji o tytule Den König segne Gott jest Georg Karl Alexander von Richter, zaś autorem wersji drugiej jest Siegfried August Mahlmann, obie zostały napisane w 1815 roku.

## Tekst
Wersja pierwsza (Georg Karl Alexander von Richter)
Den König segne Gott,

Den er zum Heil uns gab,

Ihn segne Gott!

Ihn schmücke Ruhm und Ehr‘,

Ihn flieh‘ der Schmeichler Heer!

Weisheit steh‘ um ihn her,

Ihn segne Gott!

Gib ihm lang Regiment,

Dem Lande Fried‘ und Ruh‘,

Den Waffen Sieg!

Er ist gerecht und gut,

In allem, was er tut,

Schont jedes Sachsenblut,

Ihn segne Gott!

Wie Kinder liebt er uns,

Als Vater seines Volks,

Er, unsre Lust.

Wir sollen glücklich sein,

Von uns geliebt zu sein

Kann nur sein Herz erfreu’n,

Ihn segne Gott!

Auf, biedre Sachsen, schwört,

Dem König treu und fromm,

Und gut zu sein!

Eintracht sei unser Band!

Dies schwöret Hand in Hand!

Dann singt das ganze Land:

Ihn segne Gott!
Wersja druga (Siegfried August Mahlmann)
Gott segne Sachsenland,

Wo fest die Treue stand

In Sturm und Nacht!

Ew’ge Gerechtigkeit,

Hoch überm Meer der Zeit,

Die jedem Sturm gebeut,

Schütz uns mit Macht!

Blühe, du Rautenkranz,

In schönrer Tage Glanz

Freudig empor!

Heil, Friedrich August, dir!

heil guter König, dir!

Dich, Vater, preisen wir

Liebend im Chor!

Was treue Herzen flehn,

Steigt zu des Himmels Höh’n,

Aus Nacht zum Licht;

Der unsre Liebe sah,

Der unsre Tränen sah,

Er ist uns hilfreich nah,

Verläßt uns nicht!

Gott segne Sachsenland,

Wo fest die Treue stand

In Sturm und Nacht!

Ew’ge Gerechtigkeit,

Hoch überm Meer der Zeit,

Die jedem Sturm gebeut,

Schütz‘ uns mit Macht!